# D.O.A. (canción)
«D.O.A.» es el segundo sencillo extraído de In Your Honor, quinto álbum de Foo Fighters. Las siglas del título de la canción significan "Dead On Arrival", que traducido al castello es Muertos al Llegar. La demo de la canción aparece en el EP de 2005 Five Songs and a Cover.

## Lista de canciones

### CD1
1. «In your honor»
2. «No way back»
3. «Best of you»
4. «DOA»
5. «Hell»
6. «The last song»
7. «Free me»
8. «Resolve»
9. «The deepest blues are black»
10. «End over end»

### CD2
1. «Still»
2. «Skin and Bones»
3. «What if I do?»
4. «Miracle»
5. «Another round»
6. «Friend of a friend»
7. «Over and out»
8. «On the mend»
9. «Virginia moon»
10. «Cold day in the sun»
11. «Razor»

### Vinilo 7"
1. «DOA»
2. «Razor» (acústica)

- I Feel Free es un cover de Cream cantada por Taylor Hawkins.

- Datos: Q2703070